# Eilema banghaasi
Eilema banghaasi là một loài bướm đêm thuộc phân họ Arctiinae, họ Erebidae.